# Faldarlı
Faldarlı är en ort i Azerbajdzjan.   Den ligger i distriktet Zaqatala Rayonu, i den nordvästra delen av landet, 300 km väster om huvudstaden Baku. Faldarlı ligger 209 meter över havet och antalet invånare är 1 767.
Terrängen runt Faldarlı är platt åt nordost, men åt sydväst är den kuperad. Närmaste större samhälle är Aliabad, 10,0 km öster om Faldarlı.
Omgivningarna runt Faldarlı är en mosaik av jordbruksmark och naturlig växtlighet. Runt Faldarlı är det ganska tätbefolkat, med 80 invånare per kvadratkilometer.